# Rajjan (Idlib)
Rajjan (arab. ريان) – miejscowość w Syrii, w muhafazie Idlib. W 2004 roku liczyła 1816 mieszkańców.